# مجمع تشخیص مصلحت نظام

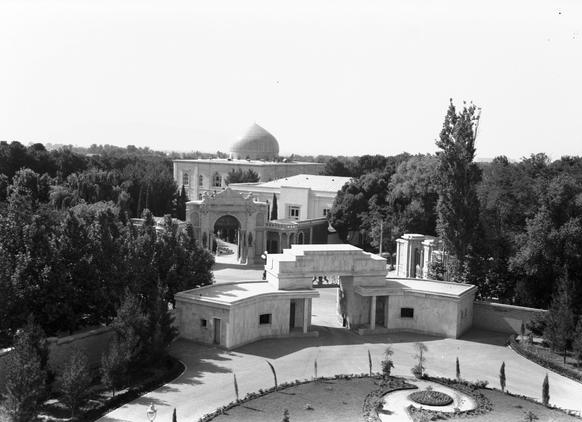
کاخ مرمر تهران، مقر پیشین مجمع تشخیص مصلحت نظام

مجمع تشخیص مصلحت نظام از نهادهای اصلی نظام جمهوری اسلامی ایران است که مهم‌ترین مسئولیت آن، حل اختلاف میان مجلس شورای اسلامی و شورای نگهبان است. تعداد اعضای این مجمع ۴۶ نفر ثابت و ۱ نفر مهمان متناسب با موضوع جلسه است که اعضای ثابت هر ۵ سال یکبار و با حکم رهبر جمهوری اسلامی انتخاب می‌شوند.
ریاست این مجمع از ابتدای تأسیس رسمی، بر عهده سیدعلی خامنه‌ای در مقام رئیس جمهور وقت بود. پس از آن، به مدت ۲۷ سال اکبر هاشمی رفسنجانی ریاست آن را برعهده داشت و شرط همزمانی ریاست مجمع با ریاست جمهوری بعد از پایان دوره دولت هاشمی عملاً برداشته شد و هاشمی از سال ۷۶ به بعد نیز تا زمان حیات عهده‌دار ریاست مجمع ماند. پس از مرگ او، محمدعلی موحدی کرمانی به مدت ۶ ماه رئیس موقت و در ۲۳ مرداد ۹۶ سید محمود هاشمی شاهرودی رئیس این مجمع شد که وی نیز در ۳ دی ماه ۱۳۹۷ درگذشت. اکنون صادق لاریجانی ریاست این نهاد را برعهده دارد. پیش از این مقر مجمع در کاخ مرمر تهران بود. هم‌اینک مقر مجمع در ساختمان پیشین مجلس شورای اسلامی است. محل برگزاری جلسات در سالن اجتماعات ساختمان مجلس قدیم و دفتر رئیس و دبیر مجمع نیز در این ساختمان است.

## تاریخچه
در اوایل انقلاب اسلامی و در پی بروز اختلاف بین مجلس و شورای نگهبان برای تصویب مصوبات مجلس و لزوم تطابق آن‌ها با شرع اسلام، ریاست وقت مجلس شورای اسلامی در پنجم مهر ۱۳۶۰ طی نامه‌ای از سید روح‌الله خمینی درخواست کرد که راه حلی ارائه دهد. وی طی نامه‌ای به مجلس اجازه داد تا موارد مصلحتی را با اکثریت اعضا نمایندگان و قید موقت به تصویب برسانند.
اما با وقوع اختلافات بیشتر در این زمینه باقی بودن مشکلات سرانجام پس از مکاتباتی بین مقامات عالی‌رتبه و ذیربط وقت کشور، درخواستی در بهمن ماه ۱۳۶۲ به امضاء رئیس‌جمهور وقت، رئیس وقت مجلس شورای اسلامی، رئیس وقت دیوان عالی کشور، نخست‌وزیر وقت و سید احمد خمینی به سید روح‌الله خمینی برای چاره‌جویی در این باره ارسال گردید. سید روح‌الله خمینی در تاریخ ۱۷ بهمن ۱۳۶۶ هجری خورشیدی با صدور فرمانی، مجمع تشخیص مصلحت نظام را برای رسیدگی به این قبیل امور تأسیس نمود.
این مجمع که در آغاز تأسیس، صرفاً به‌منظور تشخیص مصلحت در موارد اختلاف بین مجلس و شورای نگهبان تأسیس گردیده‌بود، وقتی قانون اساسی جمهوری اسلامی ایران در سال ۱۳۶۸ مورد بازنگری قرار گرفت پس از بحث‌های مشروح دربارهٔ جایگاه مجمع تشخیص مصلحت، وظایف یازده‌گانه‌ای مستند به اصول ۱۱۲، ۱۱۱، ۱۱۰ و ۱۷۷ برعهده‌اش قرار گرفت، تا به عنوان حلقه تکمیلی در حاکمیت نظام جمهوری اسلامی و در شرایط مختلف ایفای نقش نماید.

## وظایف
بر اساس قانون اساسی جمهوری اسلامی ایران، ۸ وظیفه برای این مجمع در نظر گرفته شده است. ۴ وظیفه عمومی و مستمر و ۴ وظیفه در موقعیت‌ها و شرایط خاص و مقطعی.
چهار وظیفه عمومی:
1. تشخیص مصلحت میان نظرات مجلس و شورای نگهبان
2. تهیه و پیشنهاد پیش‌نویس سیاست‌های کلی نظام (جمهوری اسلامی) در اجرای بند ۱ اصل ۱۱۰ قانون اساسی
3. حل معضلات نظام با ارجاع از سوی مقام رهبری
4. اعلام نظر در مورد استفساریه‌های مربوط به مجمع تشخیص مصلحت نظام

چهار وظیفه مقطعی:
1. مشاوره در اموری که رهبر ایران در اجرای اصل ۱۱۲ قانون اساسی به مجمع ارجاع می‌کند.
2. در صورت فوت یا استعفا مقام رهبری یا عزل توسط مجلس خبرگان رهبری، تشکیل یک شورای ۳ نفره جهت رسیدگی امور تحت اختیار رهبر.
3. تصویب مصوبات شورای رهبری ایران در صورت عزل، استعفا یا فوت رهبر وقت. (در زمان وجود رهبر، این بررسی بر عهده شخص وی است)
4. مشارکت در شورای بازنگری قانون اساسی جمهوری اسلامی ایران، بر اساس اصل ۱۷۷ قانون اساسی.

در خاطرات ۱ آذر ۱۳۷۷ هاشمی رفسنجانی، از ابلاغ مأموریت جدید توسط آقای خامنه‌ای به مجمع تشخیص مصلحت نظام خبر داده است. هاشمی می‌نویسد: «شب میهمان رهبری بودم. دربارهٔ مسئله‌ای صحبت کردیم که اخیراً رهبری به مجمع تشخیص مصلحت نظام، درخصوص تشکیل شورای ویژه‌ای برای تصمیم‌گیری در مورد مسایل فوق سرّی خارج از مقررات، به عنوان معضل، ارسال کرده‌اند و گفتند، خودشان آن را معضل نمی‌دانند و با اصرار آقای سید محمد خاتمی، رئیس‌جمهور، ارجاع داده‌اند. قرار شد، پیگیری کنم.»

## سازوکار
از تاریخ ۲۶ مرداد ۱۳۹۲ برای بررسی مصوبه‌هایی که برخلاف شرع و قانون اساسی است و در مواردی که اختلاف بین مجلس و شورای نگهبان باشد، جلسه‌های مجمع با دو سوم اعضا رسمیت پیدا می‌کند و با دو سوم اعضا هم مصوبات به تصویب می‌رسد. پیش از این حضور نیم + ۱ لازم بود.

## رئیسان مجمع
| ر. | نام | نام                     | نگاره | آغاز تصدی     | پایان تصدی                          | مدت تصدی             | رهبر              |
| -- | --- | ----------------------- | ----- | ------------- | ----------------------------------- | -------------------- | ----------------- |
| ۱  |     | سید علی خامنه‌ای         |       | ۱۸ بهمن ۱۳۶۶  | ۱۳ خرداد ۱۳۶۸ (انتخاب به‌عنوان رهبر) | ۱سال ۳ماه ۲۶روز      | سید روح‌الله خمینی |
| ۲  |     | اکبر هاشمی رفسنجانی     |       | ۱۲ مهر ۱۳۶۸   | ۱۸ دی ۱۳۹۵ (درگذشت)                 | ۲۷سال ۳ماه ۷روز      | سید علی خامنه‌ای   |
| –  |     | محمدعلی موحدی کرمانی    |       | ۱۳ بهمن ۱۳۹۵  | ۲۳ مرداد ۱۳۹۶                       | ۶ماه ۷روز            | سید علی خامنه‌ای   |
| ۳  |     | سید محمود هاشمی شاهرودی |       | ۲۳ مرداد ۱۳۹۶ | ۳ دی ۱۳۹۷ (درگذشت)                  | ۱سال ۴ماه ۱۱روز      | سید علی خامنه‌ای   |
| ۴  |     | صادق لاریجانی           |       | ۹ دی ۱۳۹۷     | متصدی                               | ۶ سال، ۷ ماه و ۸ روز | سید علی خامنه‌ای   |

## دبیران مجمع
- حسن حبیبی (۱۳۷۶)
- محسن رضایی (۱۳۷۶–۱۴۰۰)
- محمدباقر ذوالقدر (۱۴۰۰-اکنون)

## اعضا
مجمع تشخیص مصلحت نظام از زمان تشکیل آن در ۱۷ بهمن ۱۳۶۶ تا اکنون ۹ دوره را پشت سر گذاشته است. نخستین دوره به‌مدت ۲ سال، ادوار دوم و سوم به‌مدت ۳ سال و از آن پس هر دوره ۵ سال را دربرگرفته است.

### اعضای کنونی
| ر                                                              | نام                    | سال          |
| رؤسای سه قوه                                                   | رؤسای سه قوه           | رؤسای سه قوه |
| -------------------------------------------------------------- | ---------------------- | ------------ |
| ۱                                                              | مسعود پزشکیان          |              |
| ۲                                                              | محمدباقر قالیباف       |              |
| ۳                                                              | غلامحسین محسنی اژه‌ای   |              |
| فقهای شورای نگهبان                                             |                        |              |
| ۴                                                              | احمد جنتی              |              |
| ۵                                                              | سید محمدرضا مدرسی یزدی |              |
| ۶                                                              | مهدی شب‌زنده‌دار         |              |
| ۷                                                              | علیرضا اعرافی          |              |
| ۸                                                              | سید احمد خاتمی         |              |
| ۹                                                              | سید احمد حسینی خراسانی |              |
| رئیس ستاد کل نیروهای مسلح                                      |                        |              |
| ۱۰                                                             | سید عبدالرحیم موسوی    |              |
| دبیر شورای عالی امنیت ملی                                      |                        |              |
| ۱۱                                                             | علی لاریجانی           |              |
| وزیر یا رئیس دستگاهی که موضوع مورد بحث، به آن دستگاه مربوط است |                        |              |
| رئیس کمیسیون متناسب با موضوع بحث از مجلس شورای اسلامی          |                        |              |

| ر  | نام                   | سال         |
| -- | --------------------- | ----------- |
| ۱  | صادق لاریجانی         |             |
| ۲  | غلام‌رضا آقازاده       | اسفند ۱۳۷۵  |
| ۳  | سید مصطفی میرسلیم     | اسفند ۱۳۷۵  |
| ۴  | علی‌اکبر ولایتی        | اسفند ۱۳۷۵  |
| ۵  | قربانعلی دری نجف‌آبادی | اسفند ۱۳۷۵  |
| ۶  | سید مرتضی نبوی        | اسفند ۱۳۷۵  |
| ۷  | محسن رضایی            | شهریور ۱۳۷۶ |
| ۸  | مجید انصاری           | اسفند ۱۳۸۰  |
| ۹  | محمدجواد ایروانی      | اسفند ۱۳۸۰  |
| ۱۰ | محمدرضا باهنر         | اسفند ۱۳۸۰  |
| ۱۱ | حسین مظفر             | اسفند ۱۳۸۰  |
| ۱۲ | محمدرضا عارف          | اسفند ۱۳۸۰  |
| ۱۳ | علی آقامحمدی          | اسفند ۱۳۸۵  |
| ۱۴ | داود دانش‌جعفری        | اسفند ۱۳۸۵  |
| ۱۵ | محمد فروزنده          | اسفند ۱۳۸۵  |
| ۱۶ | غلامعلی حداد عادل     | بهمن ۱۳۹۰   |
| ۱۷ | غلامرضا مصباحی‌مقدم    | اسفند ۱۳۹۰  |
| ۱۸ | صادق واعظ‌زاده         | اسفند ۱۳۹۰  |

| ر  | نام                 | سال         |
| -- | ------------------- | ----------- |
| ۱۹ | محمود محمدی عراقی   | اسفند ۱۳۹۰  |
| ۲۰ | محمدحسین صفار هرندی | اسفند ۱۳۹۰  |
| ۲۱ | احمد وحیدی          | اسفند ۱۳۹۰  |
| ۲۲ | حسین محمدی          | اسفند ۱۳۹۰  |
| ۲۳ | محمود احمدی‌نژاد     | مرداد ۱۳۹۲  |
| ۲۴ | سعید جلیلی          | شهریور ۱۳۹۲ |
| ۲۵ | سید محمد صدر        | مرداد ۱۳۹۶  |
| ۲۶ | علی لاریجانی        | خرداد ۱۳۹۹  |
| ۲۷ | محمدباقر ذوالقدر    | شهریور ۱۴۰۱ |
| ۲۸ | عباسعلی کدخدایی     | شهریور ۱۴۰۱ |
| ۲۹ | محسن اراکی          | شهریور ۱۴۰۱ |
| ۳۰ | علی‌اکبر احمدیان     | شهریور ۱۴۰۱ |
| ۳۱ | کمال خرازی          | شهریور ۱۴۰۱ |
| ۳۲ | محمد مخبر           | شهریور ۱۴۰۱ |
| ۳۳ | علی شمخانی          | خرداد ۱۴۰۲  |
| ۳۴ | –                   | –           |
| ۳۵ | –                   | –           |

## بودجه
بر اساس تکلیف قانونی بودجه، دولت هر سال مبالغی را به مجمع تشخیص اختصاص می‌دهد که این رقم برای سال ۹۳ معادل ۲۵ میلیارد تومان و سال ۹۴ نزدیک ۳۰ میلیارد تومان بوده است. همچنین سال ۱۳۹۷ معادل ۸۶ میلیارد تومان و سال ۱۳۹۸ معادل ۶۹ میلیارد تومان (کاهشی) بوده است.

## نهادهای زیرمجموعه
- دبیرخانه مجمع مسئولیت پشتیبانی ستادی و کارشناسی مجمع را بر عهده دارد. دبیری مجمع بر عهده محمدباقر ذوالقدر است.
- هیئت عالی نظارت مسئولیت نظارت بر حسن اجرای سیاست‌های کلی نظام را بر عهده دارد. ریاست بر این هیئت بر عهده رئیس مجمع است.
- پژوهشکده‌ها و مراکز تحقیقاتی:

1. مرکز مطالعات و بررسی‌های راهبردی
2. پژوهشکده تحقیقات راهبردی

- کمیسیون‌های تخصصی دائمی:

1. کمیسیون علمی، فرهنگی و اجتماعی
2. کمیسیون سیاسی، دفاعی و امنیتی
3. کمیسیون زیربنایی و تولیدی
4. کمیسیون اقتصاد کلان، بازرگانی و اداری
5. کمیسیون حقوقی و قضائی[۱۵]

- دیگر کمیسیون‌ها:

1. کمیسیون نظارت
2. کمیسیون علمی راهبردی چشم‌انداز
3. کمیسیون چشم‌انداز و نخبگان
4. کمیسیون مطالعات اسلامی
5. کمیسیون موارد خاص
6. کمیسیون مشترک دفتر رهبری و مجمع
7. کمیسیون کارآفرینی و کسب و کار
8. کمیته خاص محیط زیست
9. کمیته مستقل مبارزه با مواد مخدر
10. کمیته خاص بانوان و جوانان